# Jazz à Porquerolles
Jazz à Porquerolles est un festival de jazz créé et organisé par des jazzmen depuis 2002 (le batteur Aldo Romano et le saxophoniste Archie Shepp en sont respectivement parrain et président d’honneur depuis sa création).

## Description
Crée en 2002 par des musciciens et par Frank Cassenti (qui en devient le président,, le festival a lieu chaque année, en juillet, pendant une semaine, sur l'île de Porquerolles, cœur du Parc national de Port-Cros. Les concerts ont lieu tous les soirs au fort Sainte-Agathe, point de vue sur l'île et la rade d'Hyères. Des navettes vers Hyères (embarcadère de la Tour Fondue) sont assurées avant et après les concerts.
Le festival Jazz à Porquerolles est aussi composé d'activités annexes tel les rencontres musicales avec les artistes du festival, les ateliers d'éveil L'enfance du jazz pour les enfants, des projections et rencontres organisées en partenariat avec la médiathèque d'Hyères, des fanfares et des déambulations et happenings en tout genre.

## L'association
Jazz à Porquerolles est une association loi de 1901, qui organise ce festival Jazz à Porquerolles, Le Tremplin Jazz à Porquerolles, Les saisons Jazz au Théâtre Denis (pour la mairie d'Hyères), et Le festival Jazz à tout Var (pour le Conseil Général du Var).
Le festival Jazz à Porquerolles est dirigé par le metteur en scène et guitariste Frank Cassenti (président) et Samuel Thiebaut (directeur). Depuis 2004, l'affiche du festival est dessinée par Jacek Wozniak.
Le festival a accueilli entre autres : Aldo Romano, Archie Shepp, Mina Agossi, Majid Bekkas, Emmanuel Bex, Lionel Belmondo, Stéphane Belmondo, Michel Benita, Bojan Z, Stefano Bollani, Yuri Buenaventura, Frank Cassenti, Mino Cinelu, Riccardo Del Fra, Dave Douglas, Kurt Elling, Paolo Fresu, Richard Galliano, Daniel Humair, Siegfried Kessler, Bireli Lagrene, Guy Le Querrec, Dave Liebman, Ramón López, Julien Lourau, Charles Lloyd, André Minvielle, David Murray, Mônica Passos, Michel Perez, Marc Perrone, Enrico Rava, Danilo Rea, Aïcha Redouane, William Sabatier, Omar Sosa, Louis Sclavis, Henri Texier, René Urtreger, Chucho Valdès, Thomas de Pourquery, Nelson Veras, Gaspar Claus, Randy Weston.